# Lolo (football, 1984)
Pour les articles homonymes, voir Lolo.
Manuel Jesús Toribio dit « Lolo » est un footballeur espagnol né le 22 août 1984 à Huelva, qui évolue au poste d'arrière latéral.

## Palmarès
- Séville FC
  - Vainqueur de la Coupe d'Espagne : 2010